# Leopoldo Trieste
Leopoldo Trieste, född 3 maj 1917 i Reggio di Calabria, provinsen Reggio Calabria, död 25 januari 2003 i Rom, var en italiensk skådespelare och manusförfattare.

## Utmärkelser
Trieste har bland annat vunnit priset David di Donatello för bästa manliga biroll för Stjärnornas man 1996.

## Roller i urval
- 1952 – Den vita shejken
- 1957 – Farväl till vapnen
- 1960 – Det glada livet
- 1960 – Le svedesi
- 1961 – Nattens sabotörer
- 1961 – Skilsmässa på italienska
- 1963 – Förförd på italienska
- 1967 – Jagad av maffian
- 1969 – Santa Vittorias hemlighet
- 1970 – Flykten genom öknen
- 1973 – Rösten från andra sidan
- 1974 – Gudfadern del II
- 1979 – Caligula
- 1981 – Il marchese del grillo
- 1983 – Mördande idyll
- 1986 – Momo
- 1986 – Rosens namn
- 1988 – Cinema Paradiso
- 1994 – Stjärnornas man